# Ladislav Józsa
Ladislav Józsa (né le 16 janvier 1948 à Csávoly en Hongrie et mort 12 décembre 1999 en Slovaquie) était un joueur de football slovaque d'origine hongroise.

## Palmarès
- Coupe de Tchécoslovaquie de football
  - 1977, 1979

- Meilleur buteur du championnat de Tchécoslovaquie de football
  - 1972–73, 1973–74, 1976–77